# Ludger Heid

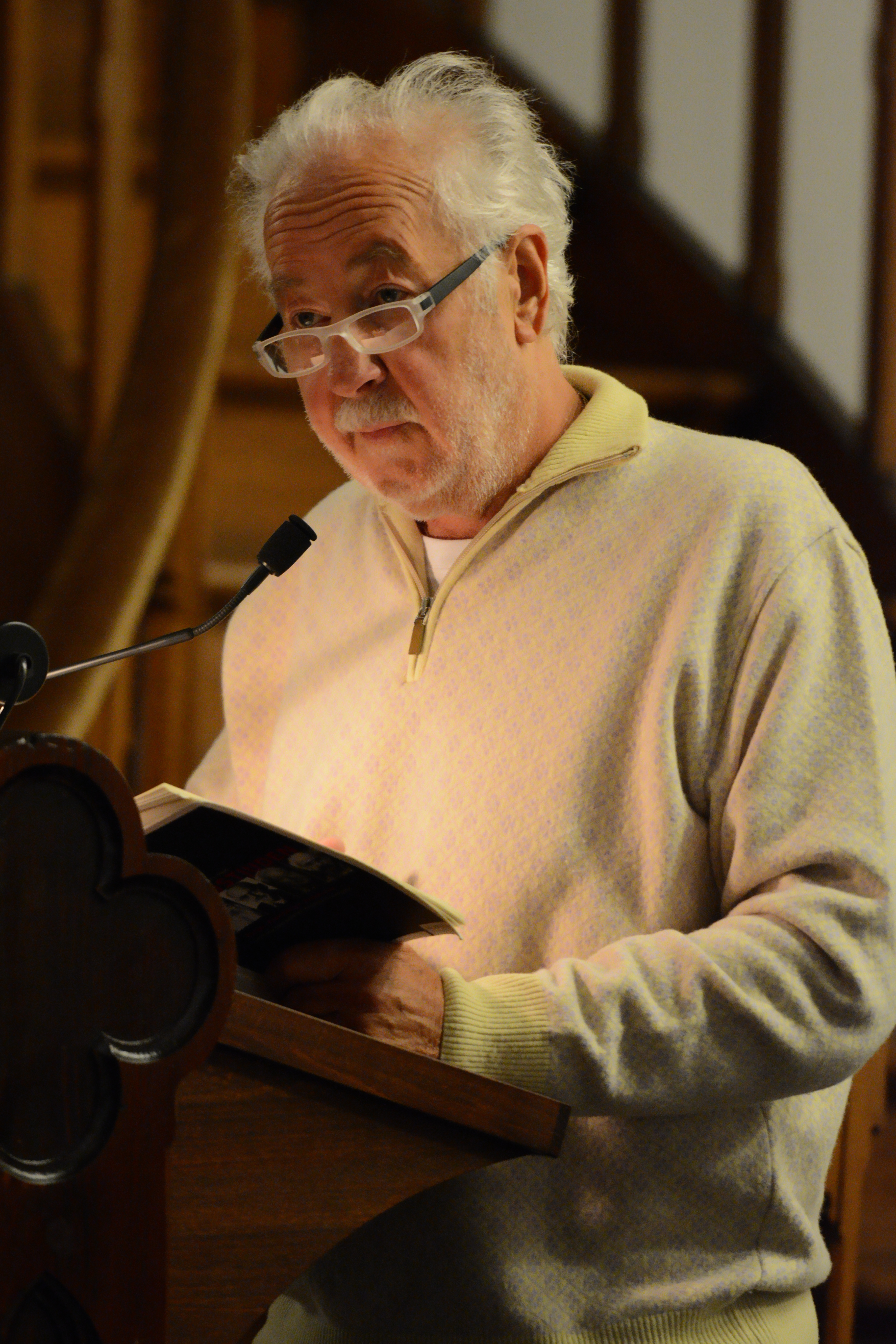
Ludger Heid (2014)

Ludger Joseph Heid (auch rubriziert als L. Joseph Heid, Pseudonym Theodor Joseph; * 1945 in Warendorf, Westfalen) ist ein deutscher Neuzeithistoriker, der vor allem durch seine Veröffentlichungen zur Sozialgeschichte, zur Arbeiterbewegung und zur deutsch-jüdischen Geschichte bekannt ist.

## Leben und Wirken
Ludger Heid studierte Geschichte, Judaistik und Pädagogik an der Universität Duisburg. Anschließend hielt er sich zu einem Forschungsaufenthalt in Israel auf und arbeitete ab 1974 als Lehrer in Duisburg. 1981 wurde er mit der Arbeit Von der Zunft zur Arbeiterpartei. Die Social-Demokratie in Duisburg 1848–1878 zum Dr. phil. promoviert. An der Universität Potsdam erlangte er die Venia legendi für Neuere Geschichte und wurde 1993 mit der Arbeit Maloche – nicht Mildtätigkeit. Ostjüdische Proletarier in Deutschland 1914–1923 habilitiert.
Heid ist Lehrbeauftragter an der Universität Duisburg-Essen und regelmäßiger Autor in der Rubrik Zeitläufte der Wochenzeitung Die Zeit. Er schreibt für die Süddeutsche Zeitung, Der Freitag, Tachles, Jüdische Allgemeine und Jüdische Zeitung. Er ist Mitherausgeber der Reihe Campus Judaica im Campus-Verlag Frankfurt am Main.
Gegen Heid wurden Plagiatsvorwürfe erhoben. In seiner 1983 veröffentlichten Dissertation finden sich – einer Rezension in der Zeitschrift Archiv für Sozialgeschichte zufolge – zahlreiche wörtliche Übernahmen aus anderen Texten ohne entsprechenden Nachweis. In Heids jüngerer Publikation Ostjuden in Duisburg: Bürger, Kleinbürger, Proletarier. Geschichte einer jüdischen Minderheit im Ruhrgebiet (Essen 2011) wurde der 18-seitige Aufsatz eines ehemaligen Kollegen des Autors wörtlich und ohne Nachweis eingebaut.

## Schriften
- Julius H. Schoeps, Imanuel Geiss (Hrsg.): Revolution und Demokratie in Geschichte und Literatur. Unter Mitwirkung von Ludger Heid. Braun, Duisburg 1979, ISBN 3-87096-149-X.
- Von der Zunft zur Arbeiterpartei. Die Social-Demokratie in Duisburg 1848–1878. Dissertation. Universität Duisburg 1981. Braun, Duisburg 1983, ISBN 3-87096-043-4.
- (Mitverf.): Kleine Geschichte der Stadt Duisburg. Braun, Duisburg 1983. 4. Auflage 1996, ISBN 3-87096-198-8.
- (Hrsg.): Arbeit und Alltag im Revier. Braun, Duisburg 1985, ISBN 3-87096-044-2.
- mit Klaus-Dieter Vinschen, Elisabeth Heid (Hrsg.): Wilhelm Hasenclever. Reden und Schriften. Dietz, Bonn 1989, ISBN 3-8012-1130-4.
- (Hrsg.): Ruth Klinger: Die Frau im Kaftan. Lebensbericht einer Schauspielerin. Bleicher, Gerlingen 1992, ISBN 3-88350-719-9.
- mit Julius H. Schoeps, Marina Sassenberg (Hrsg.): Wegweiser durch das jüdische Rheinland. Mit Fotos von Maren Heyne. Nicolai, Berlin 1992, ISBN 3-87584-385-1.
- mit Arnold Paucker (Hrsg.): Juden und deutsche Arbeiterbewegung bis 1933. Mohr, Tübingen 1992, ISBN 3-16-146016-2.
- mit Joachim H. Knoll (Hrsg.): Deutsch-jüdische Geschichte im 19. und 20. Jahrhundert. Burg, Stuttgart, Bonn 1992, ISBN 3-922801-44-7.
- mit Julius H. Schoeps (Hrsg.): Juden in Deutschland. Piper, München, Zürich 1994, ISBN 3-492-11946-8.
- Maloche – nicht Mildtätigkeit. Ostjüdische Proletarier in Deutschland 1914–1923. Habilitationsschrift. Universität Potsdam 1993. Olms, Hildesheim, Zürich, New York 1995, ISBN 3-487-09975-6.
- mit Jan-Pieter Barbian (Hrsg.): Zwischen Gestern und Morgen. Kriegsende und Wiederaufbau im Ruhrgebiet. Klartext, Essen 1995, ISBN 3-88474-284-1.
- mit Jan-Pieter Barbian (Hrsg.): Die Entdeckung des Ruhrgebiets. Das Ruhrgebiet in Nordrhein-Westfalen 1946–1996. Klartext, Essen 1997, ISBN 3-88474-525-5.
- mit Christina von Braun (Hrsg.): Der ewige Judenhass. Christlicher Antijudaismus, deutschnationale Judenfeindlichkeit, rassistischer Antisemitismus. 2. Auflage. Philo, Berlin, Wien 2000, ISBN 3-8257-0149-2.
- „In Basel habe ich den Judenstaat gegründet.“ Theodor Herzl – Wegbereiter des politischen Zionismus. Jüdisches Museum Westfalen, Dorsten 2001.
- Oskar Cohn. Ein Sozialist und Zionist im Kaiserreich und in der Weimarer Republik. Campus, Frankfurt am Main 2002, ISBN 3-593-37040-9.
- (Hrsg.): Eduard Bernstein: Ich bin der Letzte, der dazu schweigt. Verlag für Berlin-Brandenburg, Potsdam 2004, ISBN 3-935035-54-3.
- (Hrsg.): „Das nenne ich ein haltbares Bündnis!“ Arnold Zweig / Beatrice Zweig und Ruth Klinger – Briefwechsel (1936–1962). Lang, Bern u. a. 2005, ISBN 3-906757-02-1.
- mit Renate Heuer (Hrsg.): Deutsche Kultur – Jüdische Ethik. Abgebrochene Lebenswege deutsch-jüdischer Schriftsteller nach 1933. Campus, Frankfurt am Main 2011, ISBN 978-3-593-39516-6.
- Ostjuden. Bürger, Kleinbürger, Proletarier. Geschichte einer jüdischen Minderheit im Ruhrgebiet. Klartext, Essen 2011, ISBN 978-3-8375-0536-8.
- Peter Blachstein. Von der jüdischen Jugendbewegung zur Hamburger Sozialdemokratie. Biographie eines Sozialisten (1911–1977). Hrsg. Galerie Morgenland/Geschichtswerkstatt. VSA, Hamburg 2014, ISBN 978-3-89965-612-1.
- Spott aus! Licht an! In: Hermann Beckfeld, Werner Boschmann (Hrsg.): Wie ie is? – Muss. Warum Ruhrgebietler manchmal stolpern, aber niemals hinfallen. Henselowsky Boschmann, Bottrop 2014, ISBN 978-3-942094-66-5.